# Marco Belinelli
Marco Stefano Belinelli (ur. 25 marca 1986 w San Giovanni in Persiceto) – włoski koszykarz występujący na pozycji rzucającego obrońcy, mistrz NBA z 2014, obecnie zawodnik z Virtusu Bolonia.

## Kariera
Przed wyjazdem do USA Marco grał w Virtusie Bologna, w rozgrywkach Euroligi oraz włoskiej ekstraklasy. Belinelli grał w reprezentacji kraju na Mistrzostwach Świata w Koszykówce w 2006 roku, w meczu preeliminacyjnym przeciwko USA rzucił 25 punktów. W całym turnieju notował prawie 13 punktów w meczu. Marco grał także w Mistrzostwach Europy w 2007 roku, gdzie zanotował średnio 15,5 punktu. W 2007 roku Włoch został wybrany z 18 numerem draftu przez Golden State Warriors. W pierwszym meczu NBA Summer League zdobył 37 punktów przeciwko New Orleans Hornets a jego drużyna zwyciężyła 110-102. Jest to drugi wynik w historii ligi letniej, 1 punkt więcej w 2004 roku zaliczył Keith Bogans. W 4 meczach wyśrubował średnią 28 punktów na mecz.
24 lipca 2012 podpisał kontrakt z Chicago Bulls. 11 lipca 2013, jako wolny agent, podpisał kontrakt z San Antonio Spurs.
Podczas Weekendu Gwiazd NBA 2014 wygrał konkurs rzutów za trzy punkty. W 2014 wraz ze Spurs zdobył mistrzostwo NBA, pokonując w Finale Miami Heat 4–1.
13 lipca 2015 roku podpisał umowę z zespołem Sacramento Kings.
7 lipca 2016 został oddany w wymianie do Charlotte Hornets w zamian za prawa do Malachi Richardsona, 22. wyboru w drafcie 2016. 20 czerwca 2017 trafił w wyniku wymiany do zespołu Atlanty Hawks. 9 lutego 2018 został zwolniony. Trzy dni później podpisał umowę do końca sezonu z Philadelphia 76ers.
20 lipca 2018 podpisał, po raz drugi w karierze, umowę z San Antonio Spurs.
26 listopada 2020 dołączył po drugi w karierze do Virtusu Bolonia.

## Osiągnięcia
Stan na 29 listopada 2020, na podstawie, o ile nie zaznaczono inaczej.
NBA
- Mistrz NBA (2014)[13]
- Zwycięzca konkursu rzutów za 3 punkty organizowanego podczas NBA All-Star Weekend (2014)[14]
- 2-krotny uczestnik konkursu rzutów za 3 punkty organizowanego podczas NBA All-Star Weekend (2014, 2015)[14]
- Zaliczony do I składu letniej ligi NBA (2007)

Włochy
- Mistrz Włoch (2005)
- Wicemistrz:
  - Euroligi (2002, 2004)
  - Włoch (2004, 2006)
- Zdobywca:
  - pucharu Włoch (2002)
  - superpucharu Włoch (2005)
- Finalista superpucharu Włoch (2002)
- MVP superpucharu Włoch (2005)

Reprezentacja
- Uczestnik mistrzostw:
  - Europy (2007 – 9.miejsce, 2011 – 17.miejsce, 2013 – 8.miejsce)
  - świata (2006 – 9.miejsce)
  - Europy U–18 (2004 – 4.miejsce)
- Lider Eurobasketu w skuteczności rzutów wolnych (2007 – 92,3%)[15]